# Robert Dalen

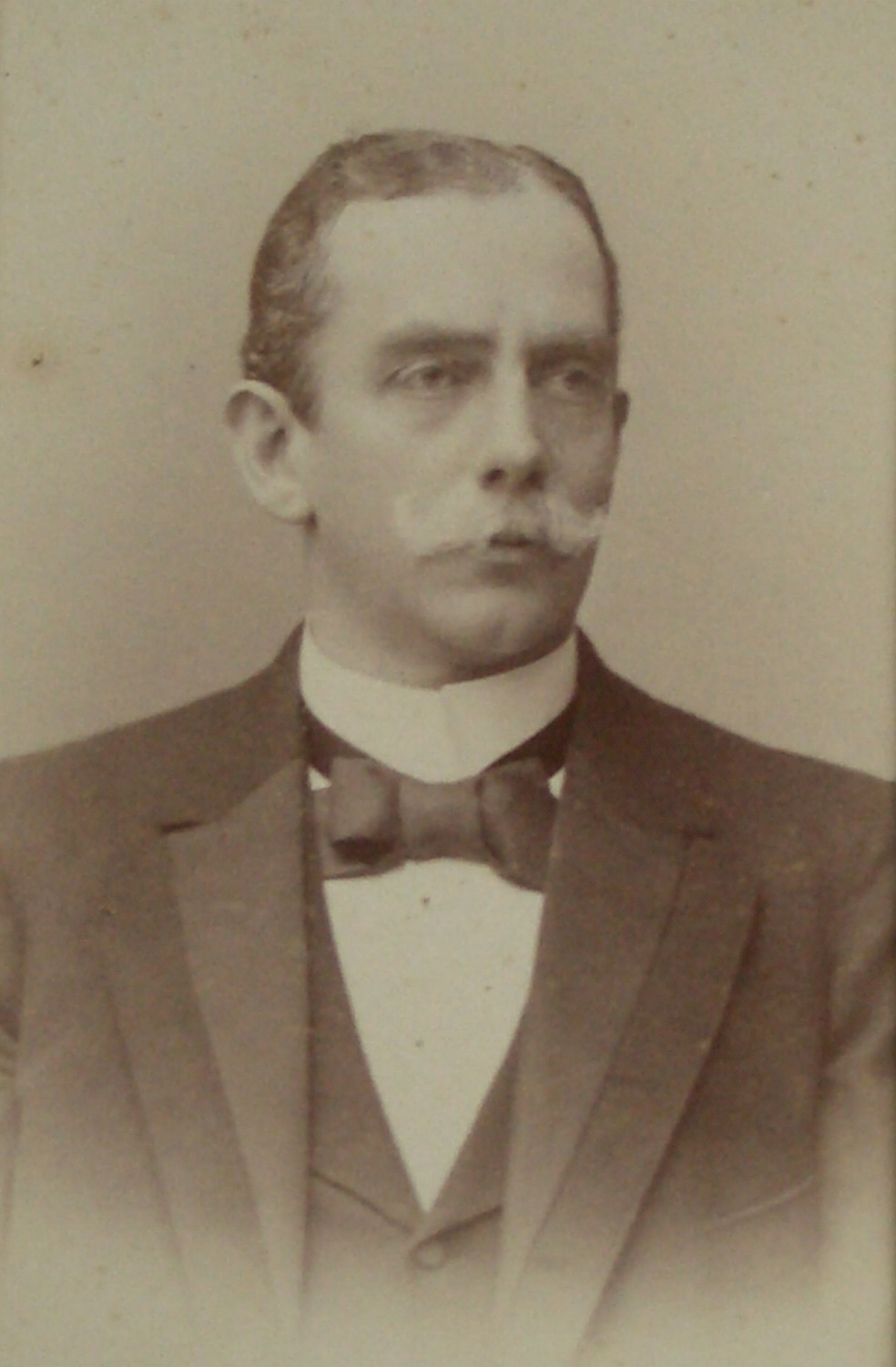
Robert Dalen

Robert Dalen (* 14. Juni 1844 in Breslau; † 1909 in Niesky, Oberlausitz) war ein deutsch-jüdischer Offizier und Verwaltungsjurist im Königreich Preußen.

## Leben
Dalens Vater W. Davidson (1802–1880) war Sanitätsrat in Breslau und Angehöriger des Corps Borussia Breslau. Robert Dalen studierte an der Schlesischen Friedrich-Wilhelms-Universität Rechtswissenschaft und wurde 1864 als dritter seiner Familie im Corps seines Vaters aktiv. Er bewährte sich zweimal als Senior und leitete schon im nächsten Jahr den Congress des Kösener Senioren-Convents-Verbandes. Er diente vom 22. Mai 1866 bis zum 21. Mai 1867 als Einjährig-Freiwilliger in der  Preußischen Armee und kämpfte im  Deutschen Krieg. Im Alter von 22 Jahren ließ er sich 1866 taufen. So konnte er in den preußischen Verwaltungsdienst treten. Seit 1867 Appellationsgerichts-Auskultator,
nahm er im  Deutsch-Französischen Krieg an der Belagerung von Paris teil. Entlassen wurde er als Hauptmann. Seit 1873 Gerichtsassessor, wurde er 1874 Kreisrichter in  Wartenburg. Er wechselte zur inneren Verwaltung und kam 1877 als Regierungsassessor nach Posen, dann zur Verwaltung der direkten Steuern in Berlin. Nachdem er bei der Finanzdirektion Hannover (1878) und der  Regierung in Bromberg (1879) gewesen war, wurde er 1881 zum Regierungsrat ernannt. 1883 wurde er mit der kommissarischen Leitung des Landratsamtes des  Ober-Lahn-Kreises betraut. 1884 kam er an das  Oberpräsidium der Provinz Brandenburg in Potsdam. Am 1. Oktober 1887 wurde er kommissarisch, am 13. April 1888 endgültig Landrat im Kreis Insterburg. Zum 4. Juni 1890 ging er als Oberregierungsrat zur  Regierung in Königsberg. Schließlich wurde er in Magdeburg Oberpräsidialrat und Stellvertreter des Oberpräsidenten der Provinz Sachsen. Gesundheitshalber auf eigenen Wunsch mit 63 Jahren am 1. Juli 1907 vorzeitig pensioniert, zog er sich auf Gut Niesky bei Uhsmannsdorf zurück.

## Familie

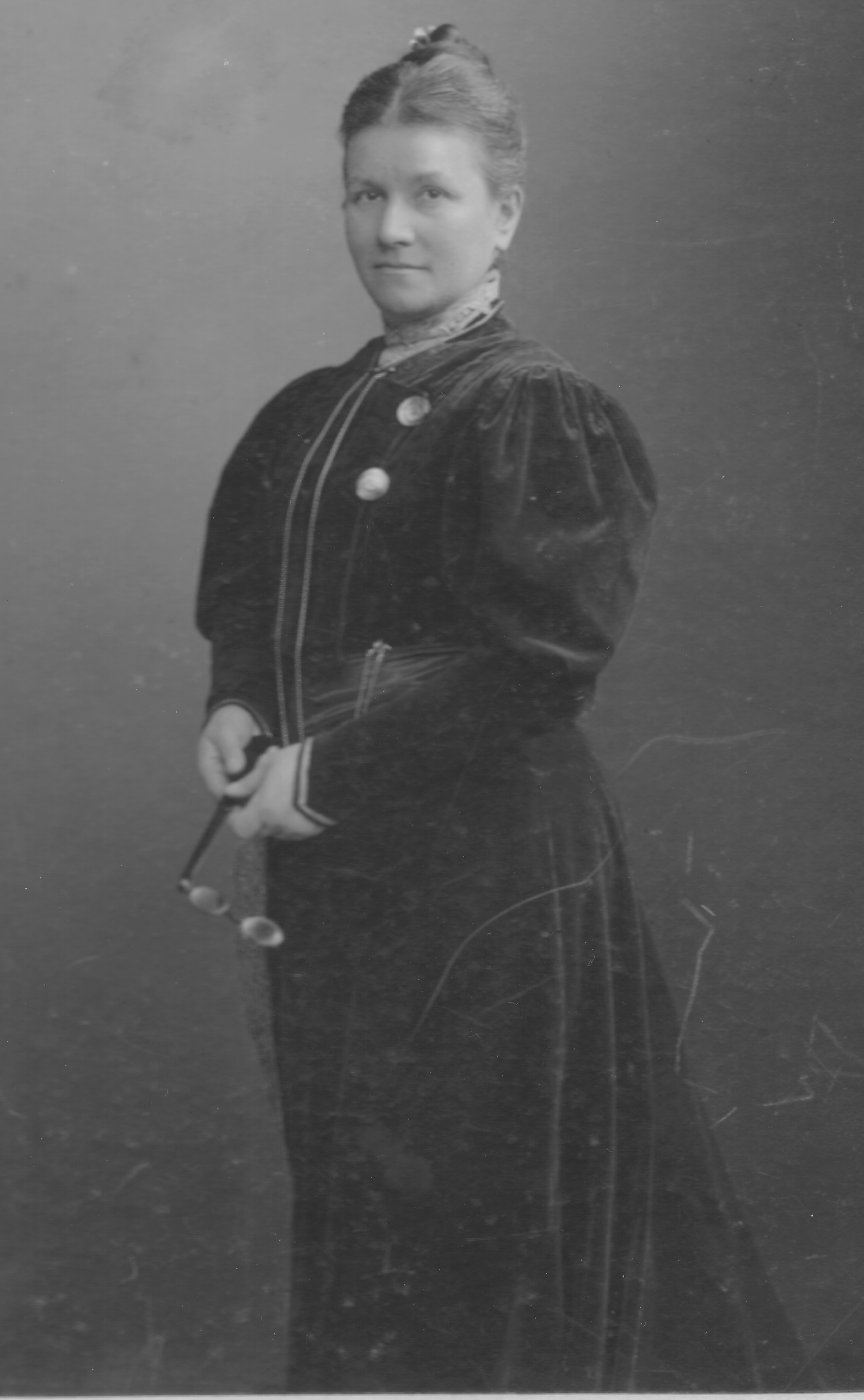
Gertrud Dalen

Dalen war mit Gertrud Dalen geb. Friedenthal verheiratet. Aus der Ehe gingen vier Söhne hervor:
- Werner (1879–1942), Jurist, umgekommen im Ghetto Litzmannstadt
- Fritz (1880–1942), Jurist, beging Suizid
- Kurd (1884–1941), Industriejurist, beging Suizid
- Ernst (1889–1916), als Flieger im Ersten Weltkrieg gefallen[8]

Gertrud Dalen starb am 14. Juni 1939 mit 82 Jahren bei ihrem Sohn Kurd und seiner Frau in Siegsdorf. Seinen und der beiden Brüder Tod brauchte sie nicht zu erleben.

## Ehrungen
- Erinnerungskreuz für 1866[4]
- Kriegsdenkmünze für die Feldzüge 1870–71 (Deutsches Reich) I. Klasse[4]
- Roter Adlerorden III. Klasse (1894)[4]
- Königlicher Kronen-Orden (Preußen) II. Kl. (1900)[4]
- Rote Kreuz-Medaille (Preußen) III. Kl. (1901)[4]
- Roter Adlerorden II. Kl. mit Eichenlaub (1906)[4]
- Geh. Oberregierungsrat mit dem Rang der Räte zweiter Klasse (1907 zur Entlassung)[4]